# تشورتكيف
تشورتكيف هي مدينة تقع في ترنوبل أوبلاست غرب أوكرانيا شمال منطقة بودوليا التاريخية.